# Dunaliella salina

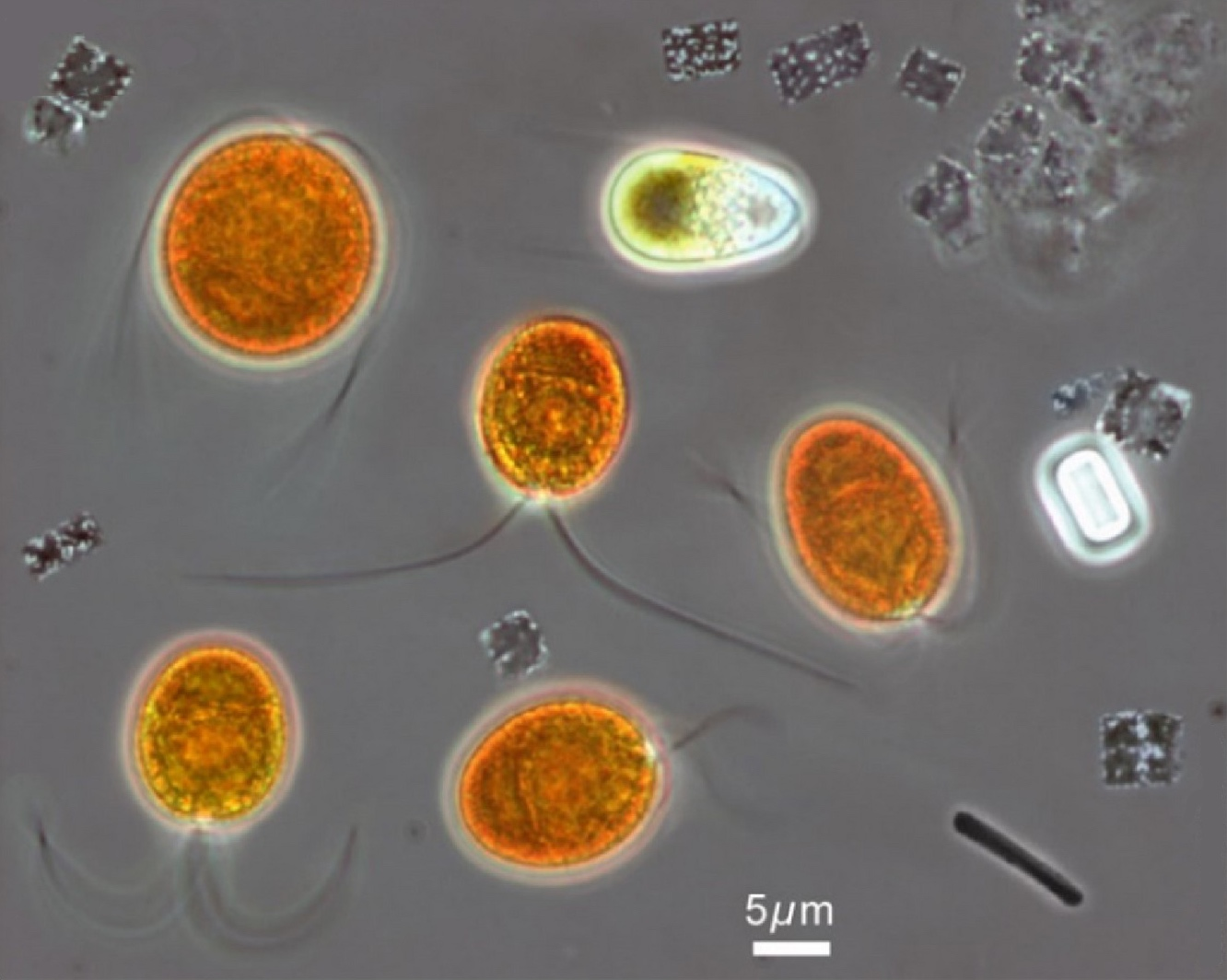
Mikrofotografie einer Probe aus dem hypersalinen Lake Tyrrell (Australien) mit orangefarbenen Chlorophyten (Dunaliella cf. salina) und mehreren kleineren quadratisch-flachen Walsby-Archaeen (Haloquadratum walsbyi).

Dunaliella salina ist eine Art der Gattung Dunaliella aus der Klasse der Chlorophyceae, einer der beiden großen Gruppen von Grünalgen. Die einzellige Alge lebt in hypersalinen Gewässern, die bei Massenvorkommen rötlich gefärbt sind.

## Merkmale
Dunaliella salina ist sehr vielgestaltig und kann von anderen Arten der Gattung dadurch unterschieden werden, dass sie unter hohen Licht- und Salzkonzentrationen  sehr große Mengen an β-Carotin, nämlich über 5 % (bis zu 14 %) des Trockengewichtes  anreichern kann. Dunaliella salina besteht allgemein aus grünen bis dunkelroten einzelnen Zellen, die oval, sphärisch, ei- oder birnenförmig, ellipsoid oder zylindrisch geformt sein können. Sie sind meist radiärsymmetrisch geformt, unter extremen Bedingungen kann die Form aber auch bilateral, dorsiventral oder asymmetrisch sein. Ihre rote Farbe erhalten sie durch die starke Anreicherung von β-Carotin, das mehr als 5 % ihres Trockengewichtes ausmacht und das als Tröpfchen im Inneren des Chloroplasten gespeichert wird. Die Zellen werden  5–29 μm (im Durchschnitt 10,9–16,9 μm) lang und 3,8–20,3 μm (im Durchschnitt 7,9–13,2 μm) breit. Die zwei Geißeln sind ungefähr so lang wie ihre Zelllänge. Der Chloroplast ist kelchförmig mit gut ausgebildeten seitlichen Lappen, die manchmal bis an die Geißelbasis reichen.
Das Pyrenoid ist groß und sowohl axial als auch basal mit vielen Stärkekörnern durchsetzt (die sogenannte Amylosphäre). Der vordere Augenfleck ist nur verschwommen und undeutlich, besonders in roten Zellen.
Die Fortpflanzung erfolgt heterothallisch, die glatten Zygosporen (begeißelte Sporen) sind kugelig und messen 17–19 μm im Durchmesser. Deren roter bis grüner Inhalt hängt von den kopulierenden Gameten ab. Die Aplanosporen (unbegeißelte Dauersporen) sind ebenfalls kugelig und 12–20 μm groß mit einer dicken, runzeligen, oft zweischichtigen Zellwand, und einem grünen, bräunlichen oder roten, oft körnig wirkenden  Inhalt.
Es können Palmellae (das sind unbegeißelte Zellen, die gelatinöse Aggregate bilden) vorkommen.

## Ökologie und Verbreitung
Dunaliella salina lebt in einer hypersalinen Umgebung in natürlichen und künstlichen Gewässern wie Teiche und Dämme weltweit von der Antarktis bis in Wüstenregionen in der Nähe des Äquators. Besonders bekannt ist der Lac Rose an der Atlantikküste Senegals. Die Salinität der Gewässer kann von 5 % bis zur Sättigung von 20 bis 25 % NaCl reichen. Auch extreme basische Bedingungen bis zu einem pH-Wert 11 kann die Alge aushalten.

## Wirtschaftliche Bedeutung
Dunaliella salina wird vom Menschen gezielt angebaut und genutzt, da die Mikroalge Carotine (Farbstoffe) und Glycerol produziert, wobei letzteres zur Osmoseregulation genutzt wird. Darüber hinaus wird vermutet, dass Glycerol die Enzymaktivitäten bei diesen Bedingungen schützt.
Dunaliella salina zählt zu den wenigen Arten, die auch in Deutschland in Aquakultur gezüchtet werden. 
Außerdem gibt es Anlagen in Australien, den USA und Israel sowie in China, Chile, Spanien und Kuwait.

## Systematik
Michel Félix Dunal beobachtete die Art das erste Mal und beschrieb sie 1837 als Haematococcus salinus. Teodoresco erstellte 1905 die Gattung  Dunaliella zu Dunals Ehren mit Dunaliella salina als Typusart. Clara Hamburger erkannte im selben Jahr die Eigenständigkeit der Gattung.
Zurzeit (Stand 2007) wird die Art in die Sektion Dunaliella gestellt mit  vier beschriebenen Unterarten bzw. Formen, deren Status noch nicht vollständig geklärt ist:
- Dunaliella salina ssp. salina f. salina: typische Akkumulation von β-Carotin
- Dunaliella salina ssp. salina f. magna: größer als die Typusform: 7,5–29 μm lang und 4–19 μm breit
- Dunaliella salina ssp. salina f. oblonga: die Zellform ist mehr länglich bis ellipsoid
- Dunaliella salina ssp. sibirica: Die Zellen sind umgekehrt eiförmig und breiter in der Mitte oder dem vorderen Ende und einem schmaleren und abgerundetem, leicht spitz abgerundetem hinteren Ende. Die vegetativen Zellen produzieren α-Carotin. Die Einteilung als Unterart ist allerdings umstritten.

## Bildergalerie

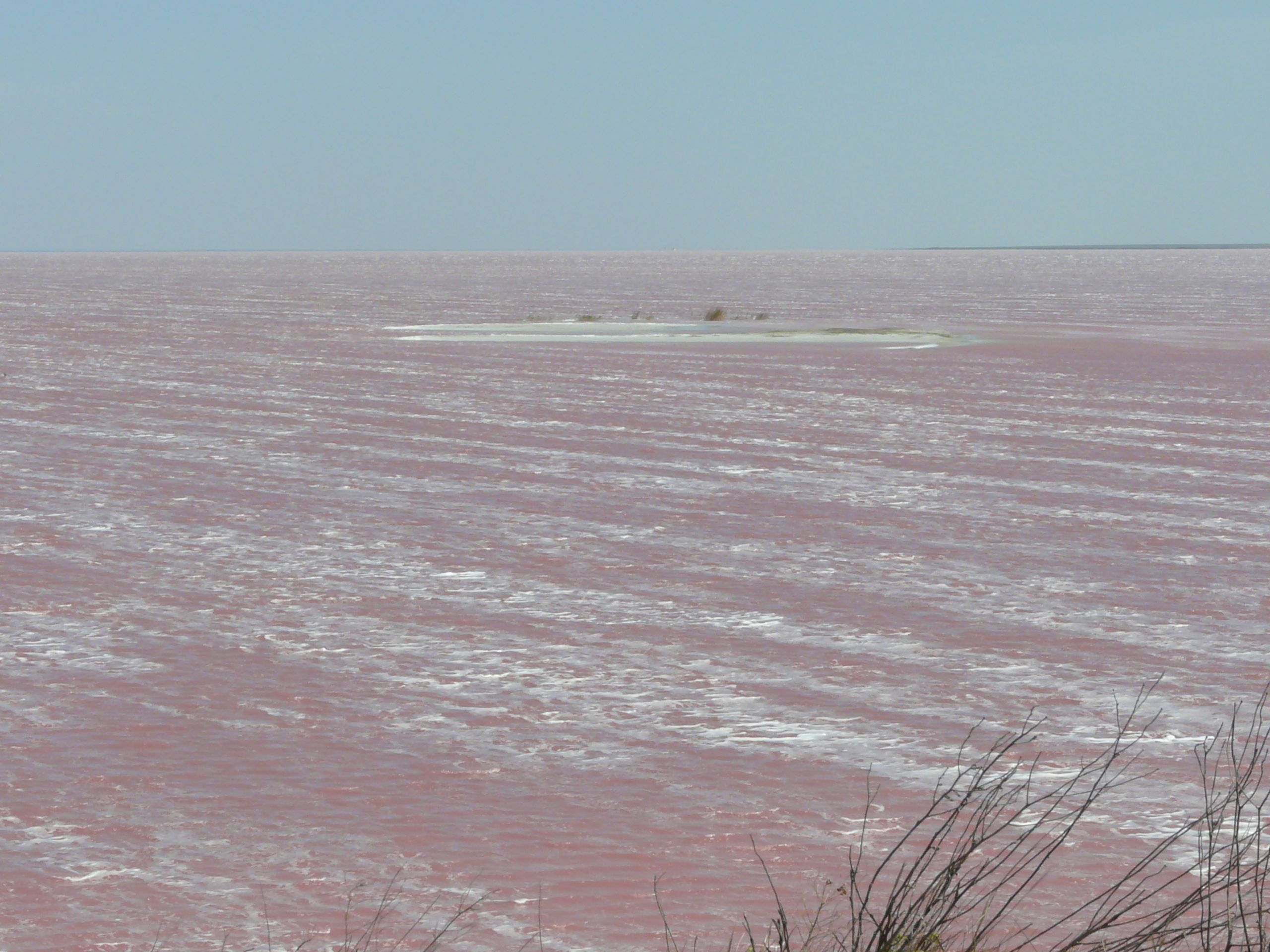
Durch D. salina rosa bis orange gefärbte Sole des Sywaschsees im nordwestlichen Teil der Halbinsel Krim
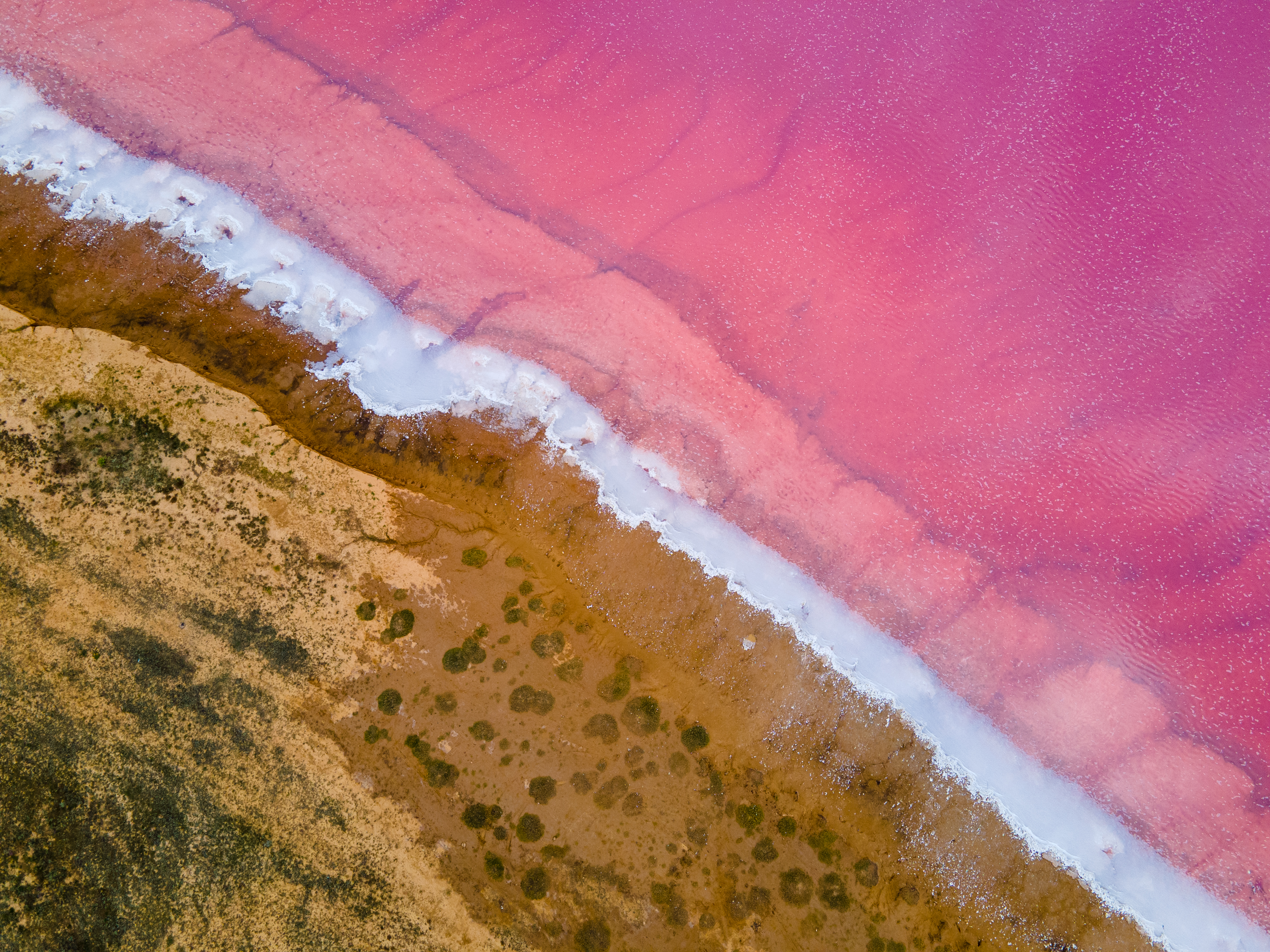
Ebenfalls Sywaschsee, Nationalpark Asow-Sywasch, Oblast Cherson. Rosa Färbung durch D. salina
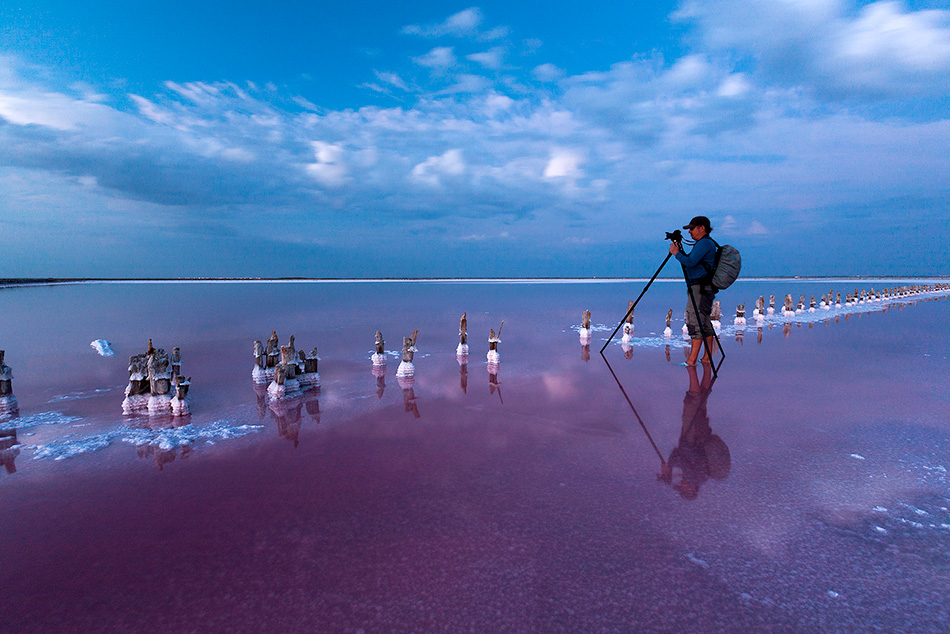
Algenblüte im Sassyk-Salzsee (Sasyk-Sivash, bei Jewpatorija, ebenfalls im westlichen Teil der Krim)
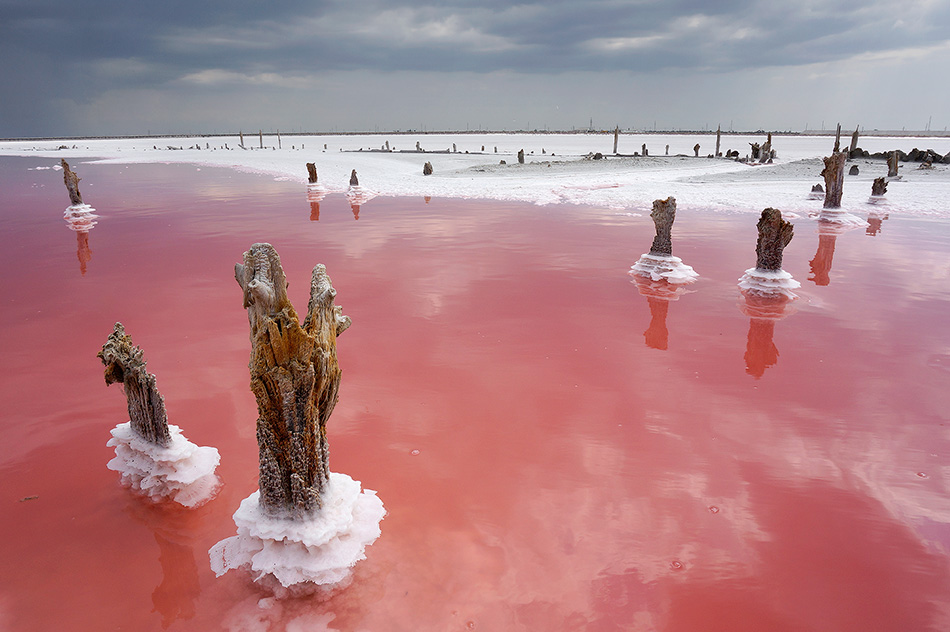
Die Salzseen der Krim nehmen am Ende des Sommers eine rote Tönung an. Sassyk-Salzsee bei Jewpatorija (Krim).
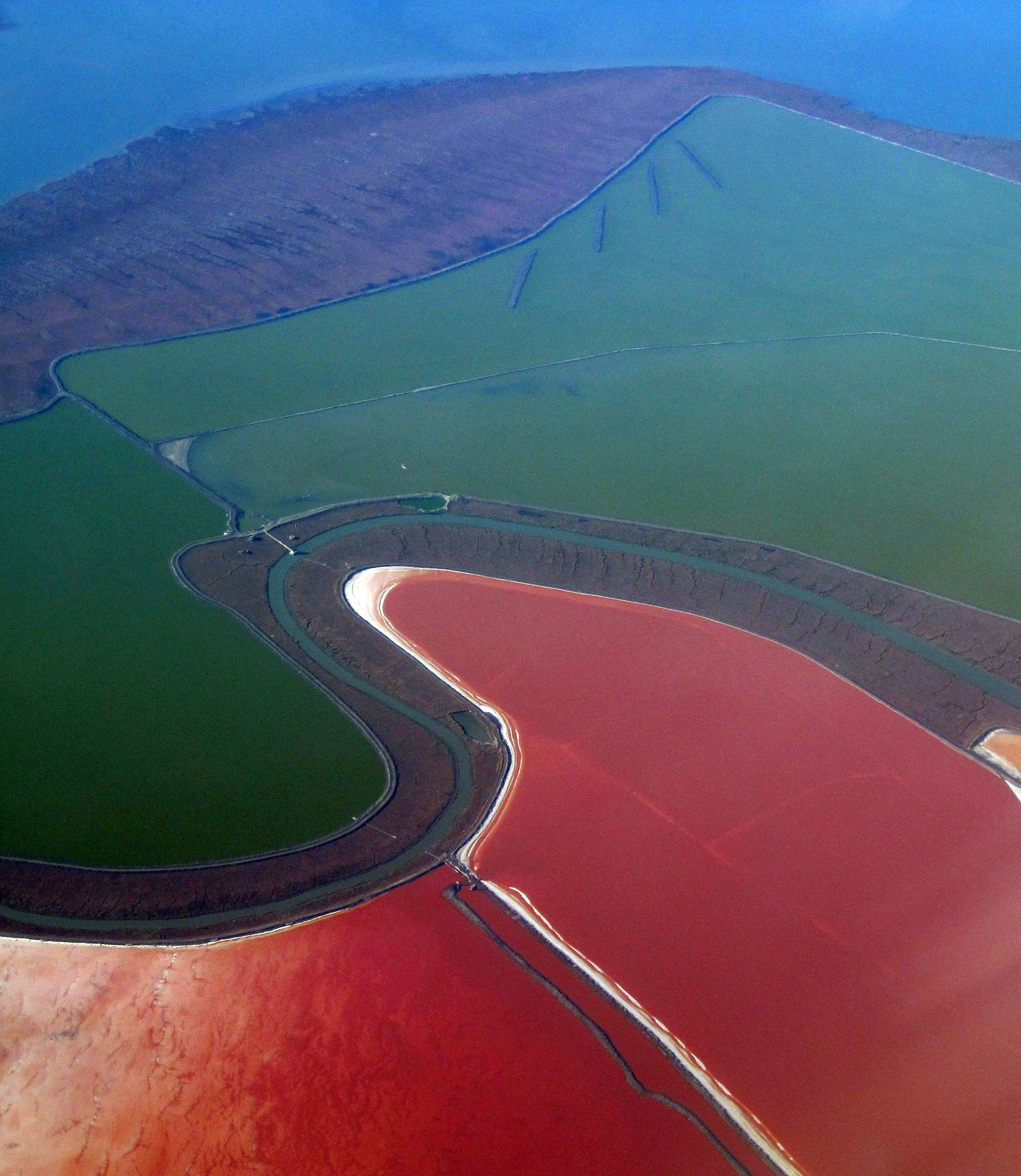
Salzwasserbecken in der Bucht von San Francisco
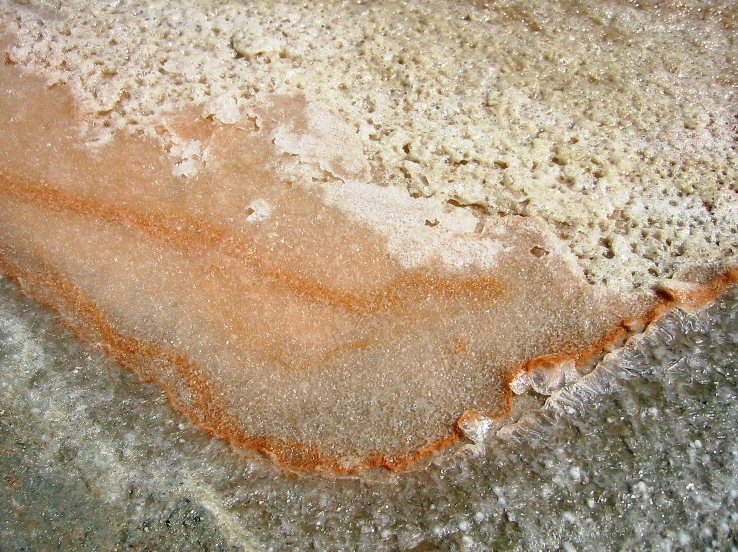
Durch D. salina orange gefärbte Meersalzblumen in einer Saline auf der Île de Ré